# Mon Tourbillon
Pour l’article ayant un titre homophone, voir Mont Tourbillon.
Mon Tourbillon est un cheval trotteur français, né en 1978 et mort en 2001. Il fut l'un des principaux adversaires des deux champions des années 1980 que furent Idéal du Gazeau et Ourasi.

## Naissance et élevage
Le cheval nait le 20 avril 1978 chez Albert Viel dans le Calvados. Son père, Amyot, était un cheval classique, vainqueur notamment du Critérium des 5 ans. Sa mère, Tornade IV, dont la carrière de course fut honorable, se fit une renommée au haras, engendrant quatre chevaux classiques (Feinte, La Bourrasque, Mon Tourbillon et Rafale). La Bourrasque prendra d'ailleurs le départ du prix d'Amérique 1983 aux côtés de son jeune frère, faisant entrer leur mère dans le cercle très fermé des poulinières ayant deux produits dans la même édition de la grande course. Mon Tourbillon succède à cette même sœur au palmarès du Prix de Sélection.

## Carrière de course
La carrière du cheval s'effectue durant les années 1980, décennie durant laquelle l'écurie Viel règnera sans partage au sommet du classement annuel des propriétaires. À tel point que les premiers adversaires victorieux de Mon Tourbillon sont ses compagnons d'écurie. Il est battu lors de sa première course, en 1981, par Marco Bonheur, tout comme lui entrainé par Jean-Pierre Viel. S'adjugeant cette année-là sept courses, il se présente parmi les favoris du Critérium des 3 ans et n'y est battu que par un autre compagnon d'écurie, Moktar, entrainé et drivé par Paul Viel.
L'année des 4 ans est assez similaire : de bons résultats, mais deuxième du Critérium des 4 ans — qu'il court physiquement diminué — à nouveau derrière Marco Bonheur. Sa remontée remarquable dans le Prix Guy Le Gonidec encourage Jean-Pierre Viel à l'engager dans les grands classiques de l'hiver 2003. Battu sans être menaçant dans le Prix d'Amérique, il devance ses ainés la semaine suivante en s'adjugeant le Prix de France. Il remporte ensuite le Prix de Sélection et, en impressionnant par son retour dans la dernière ligne droite, le Prix de l'Atlantique.
Après une saison 1984 plus terne, il finit deuxième du Prix d'Amérique 1985 après lutte avec Lutin d'Isigny et remporte à nouveau le Prix de France, puis bat Lutin d'Isigny dans le Grand Critérium de vitesse de la Côte d'Azur. Il confirme sa grande forme en remportant dans la foulée le Prix de l'Atlantique, puis remporte sa batterie qualificative de l'Elitloppet en battant le record de l'épreuve en 1'11"9 (record qu'il ne détient que le temps la séparant de la batterie suivante, Minou du Donjon faisant afficher 1'11"5) avant de conclure quatrième de la finale. Durant l'été, il représente les couleurs françaises à The Statue of Liberty, course américaine en deux manches qu'il termine à la deuxième place,.
L'année 1986 voit l'éclosion d'une nouvelle idole pour le trot français. Ourasi devient un adversaire difficile et Mon Tourbillon est alors son plus valeureux adversaire. Il termine ainsi deuxième du cheval de Jean-René Gougeon dans le Prix d'Amérique, dans le Grand Critérium de la Côte d'Azur, puis surtout dans le Prix de l'Atlantique où Jean-René Gougeon doit forcer le talent de son cheval pour venir à bout du cheval de l'écurie Viel. L'année des 9 ans, en 1987, voit le cheval un peu moins performant, mais lui permet cependant d'augmenter encore ses gains, notamment lors des Prix de France, de Paris et du Grand Critérium de vitesse.

## Carrière au haras
De par ses origines, notamment la production de qualité de sa mère, Albert Viel propose la saillie de Mon Tourbillon à 100 000 francs, la plus chère à l'époque. Mais les produits déçoivent un peu, même si quelques sujets obtiennent des résultats, comme Élision, gagnante du Grand Prix de l'UET qui sera assez largement son plus riche produit.

## Palmarès
France

### GroupesI
- Critérium continental (1982)
- Prix de France (1983, 1985)
- Prix de Sélection (1983, 1984)
- Prix de l'Atlantique (1983, 1985)
- Grand Critérium de vitesse de la Côte d'Azur (1985)
- 2e Critérium des 3 ans (1981)
- 2e Critérium des 4 ans (1982)
- 2e Prix de l'Étoile (1983)
- 2e Prix de Paris (1984)
- 2e Prix de l'Atlantique (1984)
- 2e Prix René-Ballière (1984, 1986)
- 2e Prix d'Amérique (1985, 1986)
- 2e Prix de France (1986)
- 2e Grand Critérium de vitesse de la Côte d'Azur (1986)
- 3e Critérium des 5 ans (1983)
- 3e Prix de France (1984)
- 3e Grand Critérium de vitesse de la Côte d'Azur (1984, 1987)
- 4e Prix d'Amérique (1984)

### GroupesII
- Prix Jacques-de-Vaulogé (1981)
- Prix Gaston-de-Wazières (1982)
- Prix Charles-Tiercelin (1982)
- Prix Kerjacques (1983)
- Prix Louis-Jariel (1983)
- Prix de Croix (1983)
- Prix de Belgique (1985)
- Prix de Washington (1986)
- Prix de la Société d'encouragement (1983)
- 2e Prix Gaston-Brunet (1981)
- 2e Prix Marcel-Laurent (1982)
- 2e Prix Jean-Le-Gonidec (1983)
- 2e Prix Jockey (1983)
- 3e Prix Guy-Le-Gonidec (1982)
- 3e Prix Octave-Douesnel (1982)
- 3e Prix d'Europe (1983)
- 3e Prix Marcel-Laurent (1983)
- 3e Prix de Bourgogne (1983, 1988)
- 3e Grand Prix du Sud-Ouest (1984)

 Pays-Bas
- Grand Prix des Pays-Bas (1984)

 Belgique
- Prix du Président (1985)

 Allemagne
- 2e Grand Prix de Bavière (1984)

 Finlande
- 3e Prix du Fer d'Or (1982)

 Suède
- 2e Olympiatravet (1986)
- 4e Elitloppet (1984, 1985)

 États-Unis
- 2e Statue of Liberty (1985)
- 4e International Trot (1986)

## Origines
| Origines de Mon Tourbillon. | Origines de Mon Tourbillon. | Origines de Mon Tourbillon. | Origines de Mon Tourbillon. |
| --------------------------- | --------------------------- | --------------------------- | --------------------------- |
| Père Amyot                  | Garde Moi                   | Atus II                     | Hernani III                 |
| Père Amyot                  | Garde Moi                   | Atus II                     | Juignettes                  |
| Père Amyot                  | Garde Moi                   | Poire                       | Astrakan II                 |
| Père Amyot                  | Garde Moi                   | Poire                       | Herculanum                  |
| Père Amyot                  | Ouistreham II               | Gi                          | Kairos                      |
| Père Amyot                  | Ouistreham II               | Gi                          | Ultra Gentille              |
| Père Amyot                  | Ouistreham II               | Haguenau                    | Québec VIII                 |
| Père Amyot                  | Ouistreham II               | Haguenau                    | Klostercamp                 |
| Mère Tornade IV             | Chabrier                    | Nicéphore                   | Duc de Normandie II         |
| Mère Tornade IV             | Chabrier                    | Nicéphore                   | Bravade II                  |
| Mère Tornade IV             | Chabrier                    | Faneuse II                  | Royal Normand               |
| Mère Tornade IV             | Chabrier                    | Faneuse II                  | Œillade                     |
| Mère Tornade IV             | Katia Bonheur               | Cyrano II                   | Le Beau                     |
| Mère Tornade IV             | Katia Bonheur               | Cyrano II                   | Keriman                     |
| Mère Tornade IV             | Katia Bonheur               | Rosa Bonheur                | Passeport                   |
| Mère Tornade IV             | Katia Bonheur               | Rosa Bonheur                | Ferté Milon                 |